# Chung sức
Chung sức là một trò chơi truyền hình dành cho mọi đối tượng do Đài Truyền hình Thành phố Hồ Chí Minh và công ty Đông Tây Promotion phối hợp sản xuất. Chương trình được phát sóng vào tối thứ ba hàng tuần trên kênh HTV7, bắt đầu từ ngày 6 tháng 1 năm 2004 và kết thúc vào ngày 28 tháng 6 năm 2016.
Đây là phiên bản tiếng Việt của chương trình Family Feud đến từ Hoa Kỳ, ra mắt vào năm 1976 và được phát sóng từ đó đến nay. Khác với phiên bản gốc, Chung sức sử dụng các câu hỏi về cuộc sống thường nhật cũng như câu đố dân gian nhằm phù hợp với thuần phong mỹ tục của người Việt.

## Luật chơi
Người chơi tham dự chương trình theo nhóm 4 người, trong đó một người là đội trưởng (giống như phiên bản tại Úc).
Hai đội chơi trong mỗi chương trình sẽ trải qua bốn vòng thi với năm câu hỏi (vòng 1 gồm hai câu hỏi, các vòng tiếp theo mỗi vòng một câu hỏi), các câu hỏi đều đã được khảo sát từ 100 người và có thể có từ 3 đến 8 đáp án (trừ các câu hỏi ở vòng 3 và vòng 4 chỉ có tối đa 6 đáp án). Điểm số tối đa cho mỗi câu hỏi có thể nhỏ hơn 100 tùy thuộc vào kết quả khảo sát của câu hỏi. Thông thường, nếu một đáp án trong cuộc khảo sát không có ít nhất hai người cùng đưa ra, đáp án đó sẽ không được tính trong khảo sát.

### Vòng chính
Mỗi câu hỏi bắt đầu với một lượt bấm chuông của hai người chơi đại diện từng đội. Thứ tự chơi của các thành viên trong đội được xác định theo vị trí đứng từ phía trong cùng của sân khấu ra phía khán đài; câu hỏi đầu tiên và câu hỏi cuối cùng luôn là lượt của đội trưởng. Hai người chơi bấm chuông sau khi người dẫn chương trình đọc xong câu hỏi, người bấm chuông trước được quyền trả lời và phải đoán một đáp án trên bảng điểm. Trả lời đúng đáp án số 1 (đáp án có nhiều người đồng tình nhất) thì đội đó ngay lập tức giành quyền ưu tiên trong vòng thi và trở thành đội kiểm soát bảng điểm. Trả lời đúng đáp án số 2 trở xuống (hoặc người bấm chuông trước trả lời sai) thì người còn lại được quyền trả lời, đội trả lời được đáp án có nhiều điểm hơn sẽ giành quyền chơi vòng đó. Trường hợp hai đội bằng điểm nhau hoặc cùng trả lời sai thì mặc định đội bấm chuông trước giành quyền ưu tiên ở vòng thi.
Đội giành quyền kiểm soát bảng điểm sẽ phải đoán các đáp án được ẩn giấu trên bảng điểm; mỗi thành viên đưa ra một câu trả lời theo thứ tự, bắt đầu từ người lên bấm chuông. Trả lời đúng tất cả đáp án trong câu hỏi, đội chơi giành chiến thắng và ghi được toàn bộ số điểm của câu hỏi. Nếu đưa ra câu trả lời không có trong khảo sát, không có câu trả lời sau năm tiếng đếm của khán giả hoặc trả lời trùng đáp án/trùng ý với những người đã trả lời trước thì bị tính là một lần trả lời sai. Sau hai lần trả lời sai, đội đối phương được quyền hội ý để thống nhất một đáp án. Nếu đội kiểm soát bảng điểm trả lời sai đến lần thứ ba, đối phương sẽ được quyền đoán một câu trả lời duy nhất trong số những đáp án chưa được lật mở. Nếu trả lời đúng, đội đó giành chiến thắng trong câu hỏi, ngược lại đội giành quyền trả lời chính trong câu hỏi thắng.
Mỗi câu trả lời đúng có số điểm tương ứng với số người đồng tình với đáp án trong cuộc khảo sát, số điểm này sẽ được nhân đôi ở câu 4 (vòng 3) và nhân ba ở câu 5 (vòng 4). Đội chiến thắng trong câu hỏi ghi được tổng số điểm của các câu trả lời đã được mở ra.
Từ thời điểm Vinamilk tài trợ chương trình, một đáp án may mắn sẽ xuất hiện trong bất cứ câu hỏi nào thuộc năm câu hỏi chính. Người chơi mở được đáp án may mắn sẽ nhận được phần thưởng trị giá 1.000.000 đồng cho cá nhân; nếu không đáp án này sẽ được chuyển đến vòng tiếp theo cho đến khi có người chơi tìm được, hoặc được dành lại cho chương trình kế tiếp.
Từ thời điểm Nguyễn Kim tài trợ chương trình, một phần chơi dành cho khán giả thông qua trang Facebook của chương trình đã được tổ chức với cách thức tương tự như trên truyền hình, phần thưởng là phiếu mua hàng trị giá 5.000.000 đồng. Thành viên của đội trả lời đúng đáp án may mắn trong câu hỏi nhận được phần thưởng trị giá 3.000.000 đồng.
Kết thúc các câu hỏi chính, hai đội sẽ nhận được số tiền tương ứng với tổng số điểm đạt được cùng với phần quà của nhà tài trợ; mỗi điểm được quy đổi thành 10.000 đồng trong giải thưởng của đội (từ ngày 8 tháng 3 năm 2016 cho đến khi chương trình kết thúc là 20.000 đồng). Đội có số điểm cao hơn sau các vòng thi ít nhất là 300 điểm giành quyền vào vòng đặc biệt (trong những phiên bản đầu tiên, đội đạt được 300 điểm trước sẽ ngay lập tức trở thành đội thắng cuộc). Trong năm đầu tiên (2004), đội chiến thắng nhận được phần thưởng trị giá 4.000.000 đồng, đội còn lại ra về với 1.000.000 đồng tiền thưởng.  Nếu cả hai bên có số điểm bằng nhau sau năm câu hỏi chính hoặc ít hơn 300 điểm, một câu hỏi phụ sẽ được đưa ra với cách chơi giống như ở câu hỏi chính (không tính điểm); đội chiến thắng câu hỏi phụ sẽ vào vòng đặc biệt.

### Vòng đặc biệt
Đội chơi lọt vào vòng đặc biệt chọn ra hai thành viên tham gia vào vòng thi này. Thành viên đầu tiên phải trả lời năm câu hỏi khảo sát trong vòng 20 giây, trong khi thành viên thứ hai vào phòng nghe nhạc để đảm bảo không nghe thấy câu trả lời của thành viên đầu tiên.
Sau khi kiểm tra xong cả năm câu trả lời của người đầu tiên, thành viên thứ hai sẽ bước ra và có 25 giây để trả lời năm câu hỏi này với đáp án khác. Người chơi sẽ bị cảnh cáo bằng tín hiệu "tịt tịt" nếu đưa ra câu trả lời trùng với đáp án hoặc trùng ý trước đó của đồng đội và phải chủ động đổi đáp án khác. Trong các câu hỏi, người chơi có thể bỏ qua; người dẫn chương trình sẽ đọc lại từ đầu các câu hỏi đã bỏ qua nếu còn thời gian. Thời gian bắt đầu được tính sau khi MC đọc xong câu hỏi đầu tiên, và sẽ dừng lại khi hết giờ hoặc trả lời xong cả năm câu hỏi mà không bỏ qua một câu nào.
Nếu cả hai thành viên ghi được tổng số điểm từ 200 trở lên, đội chơi sẽ giành chiến thắng vòng đặc biệt và nhận giải thưởng trị giá 10.000.000 đồng (từ ngày 8 tháng 3 năm 2016 là 20.000.000 đồng), ngược lại thì thua cuộc và không có tiền thưởng.

## Các đội đã chiến thắng ở vòng đặc biệt
Đây là danh sách dành cho các 29 đội đã chiến thắng ở vòng đặc biệt có số điểm cao nhất trong chương trình này.
1. Đội MTV: Lê Minh, Đoàn Phi, Song Huy, Anh Tuấn (25/05/2004) - 215 điểm
2. Đội 7X (10/2006) - 203 điểm
3. Đội Mic Không Dây (17/07/2007) - 212 điểm
4. Đội Chính Xác: Đinh Hoàng Việt, Thanh Thủy, Nguyên Kha, Trường Khải (25/09/2007) - 217 điểm
5. Đội Tẻo Tèo Tí Tửng: Hồng Trang, Mộng Trang, Phương Thảo, Minh Phi (15/01/2008) - 201 điểm
6. Đội Xì Trum: Tố Như, Bích Trâm, Bích Ly, Xuân Hoà (12/02/2008) - 214 điểm
7. Đội Cánh Én: Phạm Văn Hiền, Tuyết Vân, Ngọc Mai, Trọng Tiến (09/03/2010) - 207 điểm
8. Đội Vuông Tròn: Hoàng Anh, Thảo Uyên, Minh Thảo, Ngọc Quý (18/05/2010) - 215 điểm
9. Đội Ánh Dương: Trần Anh Kiệt, Hồng Yến, Ngọc Huệ, Tiến Sỹ (12/10/2010) - 203 điểm
10. Đội Sầu Riêng: Tấn Phúc, Hồng Phượng, Đinh Đông, Ngân Hà (23/11/2010) - 213 điểm
11. Đội Gió Xanh: Thế Long, Thảo Vy, Thu Trang, Tú Nhi (11/01/2011) - 205 điểm
12. Đội Tò Te Tí: Lê Khánh, Tuấn Khải, Hoàng Lan, Quốc Tuấn (03/05/2011) - 202 điểm
13. Đội Ngẫu Nhiên: Xuân Trung, Thanh Thế, Minh Ngọc, Bảo Tiến (14/06/2011) - 205 điểm
14. Đội Thầy Trò: Đức Quyền, Diệu Anh, Khánh Ngọc, Đức Hiếu (02/08/2011) - 223 điểm
15. Đội Tám: Hồng Hạnh, Kim Liên, Kim Oanh, Bạch Tuyết (04/10/2011) - 207 điểm
16. Đội Ve Sầu: Thế Phi, Ngọc Bích, Cẩm Nhung, Thanh Tuấn (06/12/2011) - 203 điểm
17. Đội Hòa Bình: Anh Minh, Huỳnh Thị Mai, Hoàng Vy, Văn Phúc (07/02/2012) - 211 điểm
18. Đội Mộc: Phương Trang, Hồng Vân, Thảo Ngọc, Vân Anh (28/02/2012) - 208 điểm
19. Đội Cánh Cam: Quang Vinh, Bảo Vy, Hoàng Thịnh, Hoàng Anh (27/03/2012) - 208 điểm
20. Đội Khóa Sol (24/04/2012) - 205 điểm
21. Đội Cà Chua: Khánh Ngọc, Duy Quý, Phương Linh, Minh Phong (15/05/2012) - 211 điểm
22. Đội Bạch Kim: Diễm Linh, Văn Phong, Mộng Tuyện, Quang Thắng (29/05/2012) - 215 điểm
23. Đội Nụ Cười Xinh: Lệ Biền, Phương Linh, Thu, Minh Khánh (26/06/2012) - 203 điểm
24. Đội Nhà Tui: Kiều Trinh, Cẩm Tú, Minh Trí, Hồ Vân (31/07/2012) - 203 điểm
25. Đội Kim Cương: Hoàng Ân, Ngọc Thúy, Hồng Thái, Ái Vân (25/09/2012) - 209 điểm
26. Đội Trà Chanh: Lee Thiên Bảo, Thanh Dũng, Phú Luân, Duy Đạt (12/02/2013, Mùng 3 Tết - Số đầu năm Quý Tỵ 2013) - 219 điểm
27. Đội Gia Đình 8X: Đức Quyền, Minh Trí, Hồng Nhung, Quang Vinh (12/03/2013) - 202 điểm
28. Đội Đồng Môn: Bá Thắng, Tuyết Mai, Thành Lê, Đăng Khoa (09/07/2013) - 202 điểm
29. Đội Bạch Hổ: Thanh Vân, Thu Huyền, Nam Trung, Quốc Trung (05/01/2016, Số đầu năm 2016) - 219 điểm

## Sản xuất

### Trường quay
Trong những số đầu tiên, Chung sức được ghi hình tại Nhà hát ca múa nhạc Bông Sen và Nhà hát Bến Thành ở Thành phố Hồ Chí Minh; sau đó được chuyển sang ghi hình ở nhà thi đấu Maximark Cộng Hòa.

### Người chơi
Thành phần người chơi tham gia chương trình tương đối đa dạng, có thể là những người bạn cùng quen biết, những người thân trong một gia đình hoặc những người đồng nghiệp trong cùng một cơ quan, đơn vị,... Đôi khi, một số chương trình có những người chơi đều là người nổi tiếng (hoạt động trong lĩnh vực giải trí) hoặc người nổi tiếng và người hâm mộ của họ cùng tranh tài. Các người chơi đều được tự do lập đội và đăng ký tham dự chương trình. Vào những dịp đặc biệt (lễ, tết) hoặc các ngày kỷ niệm quan trọng trong năm, đối tượng tham dự có thể được điều chỉnh cho phù hợp. Độ tuổi được yêu cầu để được đăng ký tham gia cuộc thi là từ 18 tuổi trở lên.
Từ ngày 10 tháng 9 năm 2013 đến ngày 30 tháng 12 năm 2014, một phiên bản dành cho trẻ em của chương trình, có tên là Chung sức Kids, đã được ra mắt dành cho học sinh tiểu học và học sinh trung học cơ sở trên địa bàn Thành phố Hồ Chí Minh. Các trường sẽ tổ chức một cuộc thi sơ tuyển nhằm chọn ra bốn học sinh xuất sắc nhất đại diện mỗi trường để tham dự cuộc thi chính thức. Kể từ nam 2015, chương trình hầu như chỉ giới hạn cho nghệ sĩ và người nổi tiếng.

### Người dẫn chương trình
Nghệ sĩ ưu tú Tạ Minh Tâm là người dẫn chương trình đầu tiên của Chung sức từ khi bắt đầu phát sóng cho đến hết năm 2011. Năm 2012, diễn viên Bình Minh trở thành người dẫn chương trình mới thay cho Tạ Minh Tâm trong phiên bản mới của chương trình, và sau đó tiếp tục đồng hành cùng với phiên bản Chung sức Kids đến cuối năm 2014.
Từ ngày 6 tháng 1 năm 2015, Chung sức chuyển sang hình thức hai người dẫn, với diễn viên Trường Giang và ca sĩ Hari Won là những người đồng dẫn dắt chương trình. Năm 2016, vị trí của họ tiếp tục được thay thế bởi bộ đôi diễn viên Đại Nghĩa và Lê Khánh cho đến khi chương trình kết thúc vào cuối tháng 6 cùng năm.
Không giống như hầu hết các trò chơi khác khi người dẫn chỉ phải đứng tại chỗ, Chung sức luôn yêu cầu người dẫn chương trình phải thực hiện theo phương châm "run and talk"; tức là phải di chuyển liên tục để dẫn dắt, trò chuyện với người chơi, tạo ra một sân khấu động.

### Câu hỏi
Các câu hỏi trong chương trình được lựa chọn từ nguồn câu hỏi của chương trình gốc, kết hợp với bộ câu hỏi được biên soạn trong nước. Với mỗi đợt khảo sát, các công ty khảo sát thường đưa ra 100 câu hỏi cho mẫu nghiên cứu gồm 120 người – được lựa chọn một cách ngẫu nhiên – để lấy hàng loạt câu trả lời. Những câu trả lời được nhiều người đưa ra nhất cho mỗi câu hỏi sẽ được thống kê và được đưa vào đáp án chính thức.
Do các đáp án được đưa ra phụ thuộc hoàn toàn vào câu trả lời của những người được khảo sát, đã có những trường hợp đáp án cho câu hỏi bị xem là không hợp lý, thậm chí những đáp án được tin là đúng không xuất hiện trong khảo sát gây ra nhiều ý kiến trái chiều.

## Câu nói nổi tiếng
Một câu nói nổi tiếng đã trở thành thương hiệu của hệ thống chương trình Family Feud toàn thế giới là "Survey says..." - Khảo sát nói... (dịch sát nghĩa). Ở Chung sức, MC Tạ Minh Tâm đôi khi hay dẫn "Khảo sát!", ý nghĩa cũng tương tự như trên.

## Phát sóng

### Phát chính
- 6 tháng 1 năm 2004 – 21 tháng 2 năm 2012: 20:00 Thứ 3
- 28 tháng 2 năm 2012 – 28 tháng 6 năm 2016: 21:00 Thứ 3

### Phát lại
- 6 tháng 1 năm 2004 – 28 tháng 6 năm 2016: 00:15, 08:40 - 13:30 thứ 4 trên kênh HTV9

## Nhà tài trợ
- Essance (6 tháng 1 năm 2004 – 27 tháng 12 năm 2005)[16]
- Poca (3 tháng 1 năm 2006 – 27 tháng 6 năm 2006)
- Pepsi (4 tháng 7 năm 2006 – 25 tháng 12 năm 2007)
- Vinamilk (1 tháng 1 năm 2008 – 29 tháng 12 năm 2009)
- Panadol (5 tháng 1 năm 2010 – 4 tháng 1 năm 2011)
- Ngân hàng Thương mại Cổ phần Hàng hải Việt Nam (11 tháng 1 năm 2011 – 27 tháng 12 năm 2011)
- NutiFood (3 tháng 1 năm 2012 – 30 tháng 12 năm 2014)
- Trung tâm mua sắm Sài Gòn Nguyễn Kim (6 tháng 1 năm 2015 – 30 tháng 6 năm 2015)